# Шеуша (Муреш)
Шеуша (рум. Șăușa) — село у повіті Муреш в Румунії. Адміністративно підпорядковане місту Унгень.
Село розташоване на відстані 265 км на північний захід від Бухареста, 13 км на захід від Тиргу-Муреша, 67 км на південний схід від Клуж-Напоки, 132 км на північний захід від Брашова.

## Населення
За даними перепису населення 2002 року у селі проживали 233 особи.
Національний склад населення села:
| Національність | Кількість осіб | Відсоток |
| -------------- | -------------- | -------- |
| румуни         | 223            | 95,7%    |
| угорці         | 9              | 3,9%     |

Рідною мовою назвали:
| Мова      | Кількість осіб | Відсоток |
| --------- | -------------- | -------- |
| румунська | 223            | 95,7%    |
| угорська  | 9              | 3,9%     |